# Judianna Makovsky
Judianna Makovsky (* 24. August 1967 in New Jersey) ist eine amerikanische Kostümbildnerin. Sie wurde dreimal für den Oscar nominiert.

## Leben
Als Kind gehörte Makovsky zum Children’s Chorus der New Yorker Metropolitan Opera, wobei sie sehr von den Kostümen und Bühnenbildern fasziniert war.
Sie studierte am Art Institute of Chicago und der Yale School of Drama Kostümdesign und schrieb ihre Abschlussarbeit unter Jane Greenwood.

## Werk

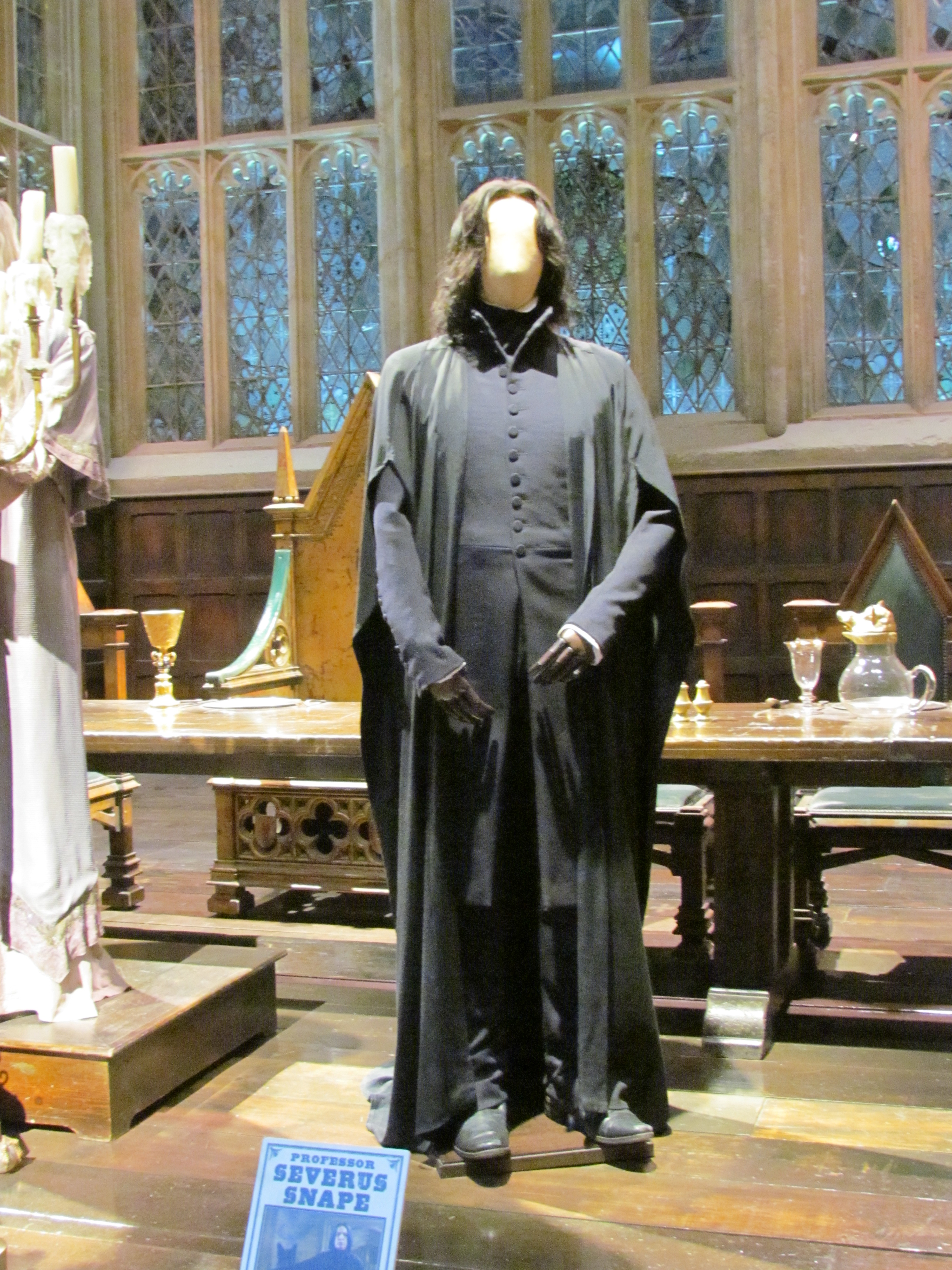
Kostüm von Alan Rickman als Severus Snape im Film Harry Potter und der Stein der Weisen (2001)

Ihre erste Arbeit beim Film war für Cotton Club, als Assistentin von Milena Canonero, mit der sie auch in Folge immer wieder zusammenarbeitete – so auch für Dick Tracy. Mokovskys erstes eigenverantwortliches Design entwarf sie 1988 für den Film Big.
Makovskys Tätigkeit reicht von historischen Ausstattungsfilmen hin zum Superhelden und SciFi/Fantasy-Gerne. Neben den ausgezeichneten Arbeiten für Pleasantville, Harry Potter und der Stein der Weisen, Seabiscuit und X-Men: Der letzte Widerstand ist sie besonders bekannt für Die Tribute von Panem – The Hunger Games.

## Filmografie (Auswahl)
- 1987: Der steinerne Garten (Gardens of Stone)
- 1988: Big
- 1989: Roadhome
- 1990: Die Affäre der Sunny von B. (Reversal of Fortune)
- 1992: Miss Rose White (Fernsehfilm)
- 1993: Wild Palms (Fernsehserie, 5 Folgen)
- 1993: Das Leben – Ein Sechserpack (Six Degrees of Separation)
- 1994: No Panic – Gute Geiseln sind selten (The Ref)
- 1994: The Specialist
- 1995: Schneller als der Tod (The Quick and the Dead)
- 1995: Little Princess (A Little Princess)
- 1996: White Squall – Reißende Strömung (White Squall)
- 1997: Lolita
- 1997: Im Auftrag des Teufels (The Devil’s Advocate)
- 1998: Große Erwartungen (1998) (Great Expectations)
- 1998: Pleasantville – Zu schön, um wahr zu sein (Pleasantville)
- 1998: Zauberhafte Schwestern (Practical Magic)
- 1999: Aus Liebe zum Spiel (For Love of the Game)
- 2000: Die Legende von Bagger Vance (The Legend of Bagger Vance)
- 2001: Harry Potter und der Stein der Weisen (Harry Potter and the Philosopher’s Stone)
- 2003: Seabiscuit – Mit dem Willen zum Erfolg (Seabiscuit)
- 2004: Das Vermächtnis der Tempelritter (National Treasure)
- 2006: X-Men: Der letzte Widerstand (X-Men: The Last Stand)
- 2007: Mr. Brooks – Der Mörder in Dir (Mr. Brooks)
- 2007: Das Vermächtnis des geheimen Buches (National Treasure: Book of Secrets)
- 2009: Mitternachtszirkus – Willkommen in der Welt der Vampire (Cirque du Freak: The Vampire’s Assistant)
- 2010: Die Legende von Aang (The Last Airbender)
- 2011: Trespass
- 2012: Die Tribute von Panem – The Hunger Games (The Hunger Games)
- 2013: Movie 43 (nur Segment Birthday)
- 2013: The Face of Love
- 2014: The Return of the First Avenger (Captain America: The Winter Soldier)
- 2014: Earth to Echo
- 2015: 40 Tage in der Wüste (Last Days in the Desert)
- 2015: Gänsehaut (Goosebumps)
- 2016: The First Avenger: Civil War (Captain America: Civil War)
- 2017: Guardians of the Galaxy Vol. 2
- 2018: Avengers: Infinity War
- 2019: Avengers: Endgame
- 2025: The Electric State

## Auszeichnungen
Insgesamt war Makovsky sechsmal für den Costume Designers Guild Award nominiert und gewann dreimal, zudem wurde sie mit einem Ehrenpreis ausgezeichnet.
- Oscar für Kostümdesign
  - 1999 nominiert für Pleasantville
  - 2002 nominiert für Harry Potter und der Stein der Weisen
  - 2004 nominiert für Seabiscuit
- British Academy Film Award für Kostüme
  - 2002 nominiert für Harry Potter und der Stein der Weisen

- Satellite Award für Kostümdesign
  - 1999 nominiert für Pleasantville
  - 2004 nominiert für Seabiscuit